# Spinellus fusiger
Spinéllus fúsiger (лат.) — вид зигомицетовых грибов, относящийся к роду Spinellus семейства Phycomycetaceae.
Паразит шляпочных грибов, преимущественно видов рода Mycena, реже — Inocybe и других родов.

## Описание
Биотрофный паразит, встречающийся на плодовых телах различных грибов.
Колонии на агаризованных средах с неровным краем, белые, затем оливковые до тёмно-серовато-оливковых. Гифы с короткими, близко расположенными друг к другу, супротивными или очерёдными, ответвлениями. Спорангиофоры до 5 см длиной, 30—100 мкм толщиной, оливковые, обычно не разветвлённые, септированные. Спорангии почти шаровидные, 150—250 мкм и более в диаметре, на полушаровидной колонке 70—150 мкм в диаметре. Спорангиоспоры веретеновидной формы, 30—45×10—14 мкм, оливковые. Зигоспоры чёрно-коричневые, 150—450 мкм в диаметре. Суспензоры почти равные, до 350 мкм шириной.
Гомоталличный вид. Психрофильный вид, прекращающий рост при температурах выше около 22 °C.

## Синонимы
- Mucor macrocarpus Corda, 1838
- Mucor rhombosporus Ehrenb., 1818
- Mucor fusiger Link, 1824
- Phycomyces agaricicola Boedijn, 1959
- Spinellus macrocarpus (Corda) P.Karst., 1878
- Spinellus macrocarpus f. angustatus Naumov, 1954
- Spinellus rhombosporus (Ehrenb.) Pound, 1894